# عملية البروتون
عملية البروتون (بالإنجليزية: p-process)‏ (p لبروتون) أستخدم مصطلح p-process في المؤلفات العلمية المتعلقة بألأصل الفيزيائي الفلكي لعناصر (التخليق النووي).في الأصل كان يشير هذا المصطلح إلى عملية التقاط البروتون الذي هو مصدر نظائر عناصر غنية بالبروتون تحدث بشكل طبيعي لبعض العناصر بين السيلينيوم والزئبق. وتسمى هذه النويدات بالنويدات الغنية بالبروتون.
وفي وقت لاحق أستخدم مصطلح p-process للإشارة عموما إلى أي عملية (تخليق نووي) من المفترض أن تكون مسؤولة عن النويدات الغنية بالبروتون.
تلك النويدات بالأنوية الغنية بالبروتون، وأصلها لا يزال غير مفهوم بصورة كاملة. بالرغم من أن هذه العملية في البداية لم يكن من المقترح إنتاجها للأنوية الغنية بالبروتون، ولكن بعد ذلك استُخدم مصطلح عملية البروتون بصورة عامة للإشارة إلى أي عملية تخليق نووي مفترض أن يكون مسئولًا عن الأنوية الغنية بالبروتونات.
غالبًا، يرتبك الناس بين المعنيين. تقترح المؤلفات العلمية الحديثة استخدام المصطلح «عملية البروتون» فقط لعملية التقاط البروتون الفعلية، كما كان شائعًا مع عمليات التخليق النووي الأخرى في الفيزياء النووية.

## عملية التقاط البروتون أو عملية البروتون
يمكن إنتاج النويدات الغنية بالبروتون بالإضافة التتابعية لواحد أو أكثر من البروتونات إلى نواة الذرة. يُسمى مثل هذا التفاعل النووي من النوع (p,γ) وتُسمى تفاعلات التقاط البروتون. بإضافة بروتون إلى النواة، يتغير العنصر لأن العنصر الكيميائي يُعرَّف بعدد البروتونات الموجود في النواة. في نفس الوقت، تتغير نسبة البروتونات إلى النيوترونات، مما يؤدي إلى نظير أغنى بالبروتونات للعنصر التالي. أدى ذلك إلى الفكرة الأصلية لإنتاج النواة الغنية بالبروتون: البروتونات الحرة (توجد أنوية ذرات الهيدروجين في البلازما النجمية) يجب أن تُلتقط في أنوية ثقيلة (أنوية بذرية) الموجودة أيضًا بالفعل في البلازما النجمية (المنتجة من قبل في العملية إس أو العملية آر).
ليست تلك العمليات المؤدية لالتقاط البروتون في النويدات المستقرة (أو شبه المستقرة) على درجة عالية من الكفاءة في إنتاج النواة الغنية بالبروتونات، خاصة الأثقل، لأن الشحنة الكهربية تزداد بإضافة بروتونات جديدة، مما يؤدي إلى زيادة التنافر لأي بروتون جديد يُضاف، طبقًا لقانون كولوم. في سياق التفاعلات النووية، يُمسى ذلك حاجز كولوم. كلما كان حاجز كولوم أعلى كلما زادت الطاقة الحركية التي يحتاجها البروتون للاقتراب من النواة لكي يتم التقاطه من خلالها. تُعطى الطاقة المتوسطة المتاحة للبروتون بدرجة حرارة البلازما النجمية. حتى إذا كان بإمكان هذه الحرارة أن تزداد اعتباطيًّا (هذا ليس في حالة البيئات النجمية)، ستزال البروتونات بصورة أسرع من النواة بالانحلال الضوئي عما كان يمكن التقاطها بدرجات الحرارة العالية. يمكن أن يكون البديل المحتمل بامتلاك عدد كبير من البروتونات المتاحة لزيادة العدد الفعال من البروتونات الملتقطة لكل ثانية بدون الاضطرار إلى رفع درجة الحرارة بشكل كبير. مثل هذه الظروف، ليست موجودة في مستعر أعظم نوع 2 والتي من المفترض أن تكون موقع عملية البروتون.
يُسمى التقاط البروتون تحت كثافات عالية للغاية من البروتونات بعملية التقاط البروتون السريعة. إنها تتميز عن عملية البروتون بأنها تحتاج كثافة عالية من البروتونات علاوة على حقيقة اشتمالها على نويدات مشعة قصيرة العمر وأن مسار التفاعل يوجد بالقرب من خط تقطير البروتون. عمليات التقاط البروتون السريعة هي عملية التقاط البروتون السريع وعملية آر بي وعملية بي إن.

## التاريخ
اقتُرح مصطلح عملية البروتون للمرة الأولى في ورقة B2FH الشهيرة في عام 1957. افترض المؤلفون أن هذه العملية وحدها مسئولة عن النواة الغنية بالبروتون واقترحوا أنها تحدث في الغلاف الهيدروجيني (انظر أيضًا تطور النجوم) لنجم ينفجر كمستعر أعظم نوع 2. ظهر لاحقًا أن الظروف المطلوبة غير الموجودة في مثل هذا المستعر الأعظم.
في نفس الوقت الذي نشرت فيه ورقة B2FH، أدرك ألاستير جي. دبليو كاميرون ضرورة إضافة عملية تخليق نووي أخرى إلى عملية التخليق النووي بالالتقاط البروتوني ولكنه ذكر ببساطة التقاط البروتون دون نسب اسم خاص للعملية. كما أنه فكر في البدائل، على سبيل المثال، الانحلال الضوئي أو اندماج عملية البروتون مع الانحلال الضوئي.